# Sergej Suslin
Sergej Petrovitj Suslin (russisk: Сергей Петрович Суслин ; født 9. november 1944, død 1989) var en sovjetisk judoka, der vandt tre bronzemedaljer ved VM og var dobbelt europamester.

## Karriere
Den 1,71 m høje Suslin kæmpede i vægtklassen -63 kg, der var den letteste vægtklasse i judo på det tidspunkt.
Hans første internationale succes var en sølvmedalje ved EM i judo 1965 i Madrid, hvor han tabte til sin landsmand Alexei Ilyushin.
Det følgende år blev EM afholdt i Luxemburg. Suslin vandt finalen mod franskmanden Jean-Claude Meslaye.
I holdkonkurrencen var han med på holdet der vandt for Sovjetunionen. I 1967 i Rom besejrede Suslin belgieren Gustaaf Lauwereins i finalen og forsvarede med succes sin titel.
Tre måneder senere blev VM i judo 1967 afholdt i Salt Lake City. Suslin vandt en bronzemedalje efter de to japanske Takafumi Shigeoka og Hirofumi Matsuda.
Ved EM i Lausanne i 1968 nåede Suslin finalen, men tabte til sin sovjetiske holdkammerat Piruz Martqoplisjvili (georgisk: ფირუზ არსენის ძე მარტყოფლიშვილი).
I 1969 missede Suslin medaljerækkerne ved EM. Ved VM i Mexico City i 1969 besejrede Suslin franskmanden Jean-Jaques Mounier i kvartfinalen. I semifinalen tabte han til japanske Toyokazu Nomura. Suslin vandt kampen om en bronzemedalje mod Gustaaf Lauwereins.
Det følgende år nåede Suslin finalen ved EM i judo 1970 i Østberlin, hvor han tabte til Jean-Jaques Mounier.
i 1971 vandt han bronze for tredje gang ved VM, efter at have tabt til Toyokazu Nomura i semifinalen som to år tidligere. I kampen om bronze besejrede han den ungarske János Pulai.
I 1972 nåede Suslin finalen i EM i Voorburg for sjette gang. Som i 1970 tabte han finalen til franskmanden Jean-Jaques Mounier.
I slutningen af sin karriere deltog Suslin ved Sommer-OL 1972 i München. Efter en bye i første runde, tabte han til den ungarske Ferenc Szabó ved dommerafgørelse (Yusei-Gachi).